# Cortodera humeralis
Cortodera humeralis је инсект из реда тврдокрилаца (Coleoptera) и фамилије стрижибуба (Cerambycidae). Припада подфамилији Lepturinae.

## Распрострањење и станиште
Настањује већи део Европе, одсутна је само на северу континента. У Србији је просечно честа врста, нешто чешће бележена у средњем и источном делу земље. 

## Опис
Cortodera humeralis је дугaчка 7—11 mm. Глава и груди су са густом пубесценцијом и црни, покрилца црна са жутим раменским делом или потпуно жућкастобраон боје. Абдомен је потпуно црн, док су ноге црне или наранџасте. Антене су црне или црвенкасте, средње дужине.

## Биологија
Ларва се развија годину дана у мртвим гранама и корењу листопадног дрвећа, најчешће храста и шљиве.